# Моонзундська операція (1944)
Моонзундська операція (1944) (рос. Моонзундская десантная операция; ест. Lääne-Eesti saarte kaitsmine) (27 вересня — 24 листопада 1944) — фронтова наступальна операція радянської 8-ї армії Ленінградського фронту за підтримки частини сил Балтійського флоту з метою очищення від німецьких військ Моонзундського архіпелагу в ході Прибалтійської операції.

## Історія

### Передумови

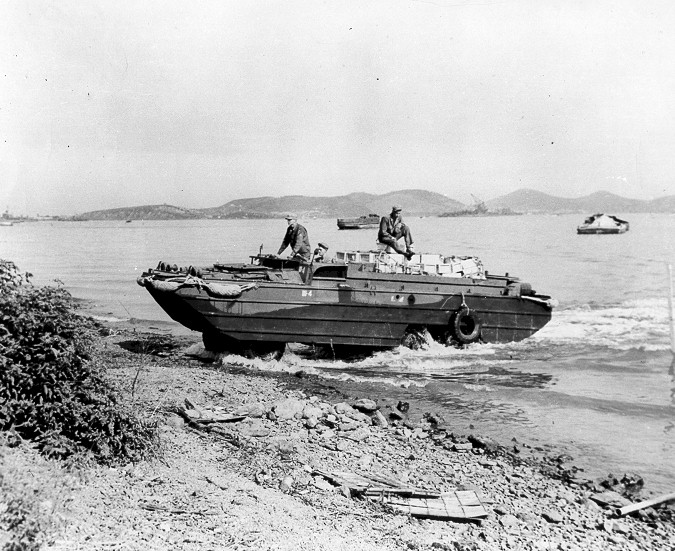
Висадка десанту амфібіями DUKW

У вересні 1944 року уся материкова Естонія була очищена радянськими військами від противника, німецькі війська, використовуючи переваги Моонзундського архіпелагу, закріпилися на цих островах. Для утримання своїх позицій з Риги була перекинута 23-тя піхотна дивізія генерал-лейтенанта Ганса Шірмера, яку підтримували сили 24-ї десантної флотилії. Також з наземними військами взаємодіяли підрозділи дивізії охорони водного району. Загалом німецьке командування зосередило на островах близько 11 500 осіб Сухопутних військ і легкі сили Крігсмаріне (2 міноносці, 22 швидкохідні та артилерійські десантні баржі, 14 тральщиків та 2 торпедних катери).
Відповідно командування радянського Ленінградського фронту виділило для проведення десантної операції два стрілецькі корпуси 8-ї армії генерал-лейтенанта Старикова П. Н.: 109-й (командир — генерал-лейтенант Алфьоров І. П.) і 8-й Естонський (командир — генерал-майор Перн Л. А.).
Балтійський флот виділяв у розпорядження командувача 8-ї армії 260-ту окрему бригаду морської піхоти й 129 катерів та різнорідних суден (зокрема 8 морських бронекатерів, 30 торпедних катерів, 12 сторожових катерів, 13 катерів-тральщиків, 20 інших катерів). Повітряне прикриття та підтримку дій наземних і морських сил забезпечували авіаційні формування 13-ї повітряної армії (генерал-лейтенант Рибальченко С. Д.) і авіація Балтійського флоту (генерал-лейтенант Самохін М. І.).
Загальна чисельність радянських військ становила близько 30 000 осіб.
Загальний задум операцій передбачав послідовне опанування островів у кілька етапів. У першій фазі десантної операції планувалося очищення від противника найближчих до материка островів Вормсі і Моон. На другому етапі, після зосередження на них достатніх сил, передбачалося завдати удару на найслабкішому острову — Гіюмаа (Даго). У на третьому етапі планувалося усіма наявними силами десанту завдати удару по найбільшому острову Моонзундського архіпелагу Сааремаа, на якому знаходилися основні сили противника.

### Хід операції
27 вересня 1944 року операція почалася з висадки батальйону морської піхоти на острів Вормсі. Десантники були висаджені на острів одночасно з трьох сторін: сходу, півдня і півночі. Західний напрямок перекривався силами кораблів Балтійського флоту. Там, де десантні кораблі не могли близько підійти до берега, були використані невеликі човни. До вечора 27 вересня завдяки злагодженості дій усіх видів військ острів Вормсі був очищений від невеликого німецького гарнізону.
Зранку 29 вересня на третій за розміром моонзундський острів, Муху висадився передовий загін морської піхоти чисельністю близько 1 150 десантників, яких доставили на берег торпедні катери Балтійського флоту. За два дні моряки доставили всю 249-ту стрілецьку дивізію (близько 5 600 чоловіків) на острів. Вслід за катерами протоку подолали автомобілі-амфібії DUKW. Бої точилися до 1 жовтня, доки острів не був остаточно очищений від противника.
Не бажаючи втрачати ініціативу, радянське командування підготувало наступний етап операції — висадку морського десанту на острів Гіюмаа (Даго). Однак, через негоду проведення операції довелося відкласти. Близько 8:30 2 жовтня на двох ділянках біля мисів Гельтермаа та Тяхваніна острову були висаджені торпедними катерами передові підрозділи морського десанту. Висадка не пройшла непоміченою, формування берегової оборони вермахту відкрили вогонь, проте рішучі та стрімкі дії радянського десанту дозволили швидко подолати смуги опору та захопити плацдарми.
Противник відступив до дамби на острові Кассарі та до бухти Орьяку, звідкіля вночі евакуював свої основні сили до острова Сааремаа. Німецьке командування не очікувало такого блискавичного успіху радянських військ із захоплення островів архіпелагу та в авральному режимі почало перекидати на цей острів з Риги підрозділи 218-ї піхотної дивізії.
5 жовтня частини 8-го Естонського стрілецького корпусу оволоділи Оріссарською дамбою (між островами Муху і Сааремаа). О 6 годин ранку того ж дня несподівано для противника безпосередньою артилерійською підготовкою і форсуванням протоки Вяйкевейн на 70 автомашинах-амфібіях почався бій за висадку на Сааремаа. Крім того, здійснювали перехід 2 десантних загони з Рохукюля до пунктів висадки Таліку і Тріігі (в північній частині острова Сааремаа). Перший кидок другого десантного загону швидко захопив плацдарм на ділянці Таліку. На захоплений плацдарм був висаджений весь десант. Висадка десанту на широкому фронті зв'язала таку велику кількість німецьких військ, що резерву для проведення організованого контрнаступу в нього не лишалося.
7 жовтня радянські війська зайняли місто і порт Курессааре, найбільше місто, повітовий центр Сааремаа. 8 жовтня вже велика частина острову була очищена від військ противника, бойові дії тепер зосереджувалися на півострові Сирве на південному заході Сааремаа. В ніч з 8 по 9 жовтня стався один з найбільш гострих боїв на острові Сааремаа, що стало завершенням першого етапу Моонзундської десантної операції. Таким чином, найбільший острів архіпелагу — острів Сааремаа — за виключенням півострову Сирве був взятий під контроль лише за 60 годин.
Під тиском радянських військ німецькі формування відступили на півострів Сирве, який був відгороджений від острова потужнім оборонним рубежем, який дістав назву Ірбенський щит, за назвою протоки, який він прикривав. Півострів мав вузький перешийок, завширшки два-два з половиною кілометри, що зв'язував його з рештою острова. У цьому місці довго можна стримувати наступ навіть невеликими силами. Німці, використовуючи вигідний рельєф місцевості, влаштували тут передовий рубіж оборони. В глибині півострова проходили ще три рубежі оборони, кожен з яких мав повний набір оборонних споруд: мінні поля, протитанкові надовби, дротяні загородження, розгалужені лінії траншей. І все це прикривалося артилерійським, мінометним і кулеметним вогнем. Вогонь наземних гармат підтримували корабельні гармати військових кораблів, що стояли в бухтах і прибережних шхерах.
10 жовтня командування 8-ї армії здійснило спробу атакувати Ірбенський рубіж з ходу, але перший штурм не вдався. Вузький прохід позбавляв радянські війська можливості маневрувати, що звело нанівець їхню перевагу в живій силі та вогневої моці. До того ж, добре організована німцями система артилерійського та кулеметного вогню зірвала усі спроби прорватися потужним ударом з фронту. Німецьке командування зосередило значне угруповання бойових кораблів поблизу Сааремаа, яке здійснювало прикриття своїх військ.
До 14 жовтня командування Червоної армії вжило ще декілька спроб атакувати оборонний рубіж противника, але усі вони завершилися провалом. З цього часу битва за півострів Сирбу прийняла позиційний характер. Значну допомогу німецьким підрозділам, що оборонялися на Ірбенському рубежі, надавали кораблі німецького флоту, що здійснювали артилерійську підтримку наземним силам, та не давали можливості радянським військам провести висадку морського десанту з інших напрямків, та в такій спосіб обійти фортифікаційні рубежі з флангів. Серед кораблів цього угруповання періодично були навіть важкі та легкі крейсери.

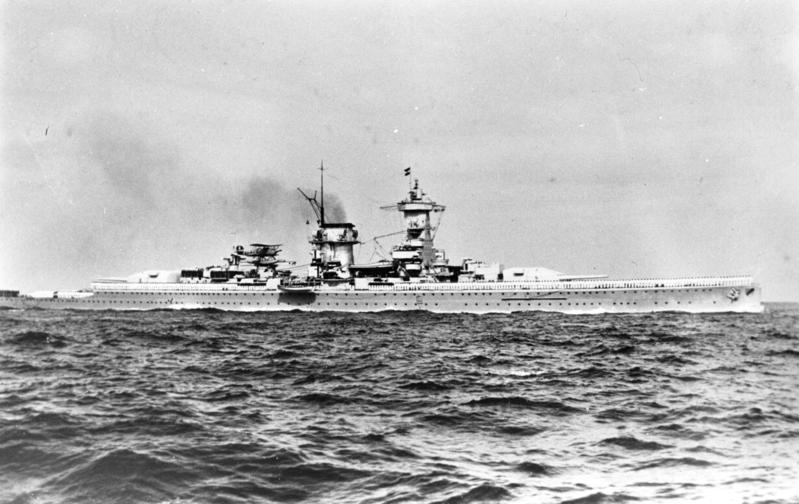
Важкий крейсер «Адмірал Шеєр»

Тільки після розгрому вермахту в Ризькій операції та відступу групи армій «Північ» на Курляндський півострів ситуація змінилася на користь Ленінградського фронту. Крігсмаріне відвело значну частину своїх кораблів з Ризької затоки, і радянська авіація встановила панування в повітрі над півостровом.
18 листопада 1944 року, після місяця напружених позиційних боїв, військам 8-го Естонського та 109-го стрілецького корпусів за підтримки вогню наземної та корабельної артилерії вдалося прорвати Ірбенську оборонну лінію й розвинути наступ вглиб півострову. Водночас, німецьке командування вживало заходів щодо зриву радянського просування вглиб Сирве та підтримки евакуації своїх наземних сил з Сааремаа. Так, 22-24 листопад крейсер «Принц Ойген» за підтримки міноносців забезпечував вогневе прикриття на півострові Сирве, випустивши по радянських військах близько 500 снарядів головного калібру. 22 листопада важкий крейсер «Адмірал Шеєр» за підтримки есмінців Z25 і Z35, а також 2-ї флотилії міноносців прибули на заміну крейсера «Принц Ойген» та інших есмінців для забезпечення прикриття сухопутних формувань. Радянська авіація здійснила спробу атакувати німецькі кораблі, але зенітним вогнем були відігнані, в бою був збитий гідроплан Arado Ar 196 «Адмірала Шеєра». У ніч з 23 на 24 листопада німецьке командування провело організований відхід своїх військ з островів, 4 694 солдати були вивезені з півострову Сирве до Курляндії.
24 листопада після тижня запеклих та кровопролитних боїв острів Сааремаа був повністю очищений від німецьких військ. Моонзундська десантна операція була завершена.